# فهرست فیلم های جنایی قبل از ۱۹۳۰
فهرستی از فیلم‌های جنایی که در سال‌های قبل از ۱۹۳۰ منتشر شد.
| ۱۸۹۵                           |                                 |                                                              |              |                           |
| بازداشت جیب‌بر                  | بیرت ایکر                       |                                                              | انگلستان     | فیلم کوتاه                |
| ۱۹۰۰                           |                                 |                                                              |              |                           |
| شرلوک هلمز سردرگم              | آرتور ماروین                    |                                                              | ایالات متحده | فیلم کوتاه                |
| ۱۹۰۲                           |                                 |                                                              |              |                           |
| Bluebeard                      | ژرژ ملی‌یس                       | ژرژ ملی‌یس، ژان د آلسی                                        | فرانسه       | فیلم کوتاه                |
| ۱۹۱۲                           |                                 |                                                              |              |                           |
| The Musketeers of Pig Alley    | دی. دبلیو. گریفیث               | آلفرد پیجت، والتر میلر، جک پیکفورد                           | ایالات متحده | فیلم کوتاه                |
| ۱۹۱۳                           |                                 |                                                              |              |                           |
| Fantômas                       | لویی فویاد                      | رنه ناوار، ادموند برئون، جورج ملچیور, رنی کارل               | فرانسه       | فیلم مجموعه‌ای             |
| Traffic in Souls               | گئورگ لوان تاکر                 | جین گیل، Ethel Grandin, ویلیام اچ ترنر                       | ایالات متحده | درام جنایی                |
| ۱۹۱۵                           |                                 |                                                              |              |                           |
| خون‌آشام‌ها                      | لویی فویاد                      | Jean Aymé, مارسل لواک، موزیدورا، استاسیا ناپیرکوفسکا         | فرانسه       | فیلم مجموعه‌ای             |
| ۱۹۲۰                           |                                 |                                                              |              |                           |
| تاوان                          | Wallace Worsley                 | اتل گری تری، Milton Ross, لان چینی                           | ایالات متحده | درام جنایی                |
| ۱۹۲۲                           |                                 |                                                              |              |                           |
| دکتر مابوزه: قمارباز           | فریتس لانگ                      | رودولف کلاین-روگه، اود اگد نیسن، Gertrude Welcker, آلفرد ابل | آلمان        | جنایی                     |
| ۱۹۲۳                           |                                 |                                                              |              |                           |
| Bulldog Drummond               | اسکار آپفل                      | کارلیل بلکول، Evelyn Greeley                                 | انگلستان     |                           |
| خیابان                         | Karl Grune                      | اود اگد نیسن                                                 | آلمان        | درام جنایی                |
| ببر سفید                       | پریسیلا دین                     |                                                              | ایالات متحده |                           |
| ۱۹۲۵                           |                                 |                                                              |              |                           |
| Bulldog Drummond's Third Round |                                 |                                                              | انگلستان     |                           |
| پلژر گاردن                     | آلفرد هیچکاک                    | ویرجینیا والی، کارملیتا گرتی                                 | انگلستان     |                           |
| ۱۹۲۷                           |                                 |                                                              |              |                           |
| شیکاگو                         | Frank Urson                     | فیلیس هیور، ویکتور وارکونی، یوجین پلت، Virginia Bradford     | ایالات متحده |                           |
| The Return of Boston Blackie   | Harry Hoyt                      |                                                              | ایالات متحده |                           |
| دنیای تبهکاران                 | جوزف فون اشترنبرگ               | جرج بنکرافت، کلیو بروک، اولین برنت                           | ایالات متحده | درام جنایی, فیلم گانگستری |
| ۱۹۲۸                           |                                 |                                                              |              |                           |
| شهر بزرگ                       | تاد براونینگ                    | لان چینی، مارسلین دی، بتی کامپسن                             | ایالات متحده |                           |
| The Dragnet                    | جوزف فون اشترنبرگ، Helen Lewis  | جرج بنکرافت، اولین برنت، ویلیام پاول                         | ایالات متحده | درام جنایی                |
| Ladies of the Mob              | ویلیام ولمن                     | کلارا بو، ریچارد آرلن، Helen Lynch, Carl Gerard              | ایالات متحده | درام جنایی                |
| چراغ‌های نیویورک                | برایان فوی                      | هلن کاستلو، کالن لندیس، گلادیس براک‌ول                        | ایالات متحده |                           |
| هیاهو                          | لوئیس مایلستون                  | توماس میگن، ماری پره‌وو، لوئیس وولهایم                        | ایالات متحده | درام جنایی, فیلم گانگستری |
| ۱۹۲۹                           |                                 |                                                              |              |                           |
| شاهد                           | رولاند وست                      | چستر موریس، هری استابز, می بوش                               | ایالات متحده |                           |
| آخرین اخطار                    | پل لنی                          | لورا لا پلانت، مونتاگو لاو، مک سوین، روی دارسی               | ایالات متحده |                           |
| تهدید                          | جوزف فون اشترنبرگ، ویلیام وایلر | جرج بنکرافت، فی ری، ریچارد آرلن                              | ایالات متحده | درام جنایی, فیلم زندان    |